# Polystichum platyphyllum
Polystichum platyphyllum är en träjonväxtart som först beskrevs av Carl Ludwig Willdenow, och fick sitt nu gällande namn av Karel Presl. Polystichum platyphyllum ingår i släktet Polystichum och familjen Dryopteridaceae.

## Underarter
Arten delas in i följande underarter:
- P. p. klotzschii
- P. p. kurtziana